# Файзи, Джаудат Харисович
Джауда́т Хари́сович Файзи́ (тат. Җәүдәт Харис улы Фәйзуллин), (4 января 1910 года, Оренбург, Российская империя — 29 апреля 1973 года, Казань, РСФСР, СССР) — татарский композитор, фольклорист. Заслуженный деятель искусств Татарской АССР (1944), Заслуженный деятель искусств РСФСР (1957), Народный артист Татарской АССР (1964), лауреат Республиканской премии имени Габдуллы Тукая (1966).

## Биография
Джаудат Харисович Файзи (Файзуллин) родился 4 января 1910 года в Оренбурге в семье учителя. Значительное влияние на музыкальное развитие Джаудата Файзи оказал его дядя драматург Мирхайдар Файзи, который привил ему любовь к музыке и театру. Начальное музыкальное образование Джаудат Файзи получил в музыкальной школе родного города.
В 1925 году семья Джаудата Файзи переехала в Казань. Окончив среднюю школу, Джаудат Файзи работал учителем в деревне Ишеево Нижегородской области.
В 1929—1933 годах Джаудат Файзи был студентом юридического факультета Казанского государственного университета. Обучался композиции в Казанском музыкальном училище у В. И. Виноградова.
В 1934 году в связи с организацией Татарской оперной студии при Московской государственной консерватории Джаудата Файзи назначили заведующим учебной частью студии. Одновременно с административной работой он занимался в классе композитора Б. С. Шехтера, а также пользовался консультациями профессора Г. И. Литинского. Основные творческие интересы Джаудата Файзи были сосредоточены в это время в области песенного жанра.
В 1938 году Джаудат Файзи вместе с другими выпускниками Татарской оперной студии возвратился в Казань. Здесь он, принимая деятельное участие в музыкально-общественной жизни, работал музыкальным редактором радиокомитета, заведующим музыкальной частью Татарского академического театра имени Г. Камала, директором и художественным руководителем татарской филармонии.
Возглавлял музыкально-фольклорные экспедиции в различные районы Татарстана, записал большое количество современных и народных песен, издал их в сборниках.
Джаудат Файзи умер 29 апреля 1973 года в Казани.

## Творчество
Его первой работой была музыка к драмам «Ташкыннар» («Потоки») (1937) Т. Гиззата, «Шамсикамар» (1938) М. Аблеева и комедии «Хужа Насредин» (1941) Н. Исанбета.
Джаудат Файзи внёс большой вклад в развитие жанра музыкальной комедии. Его музыкальная комедия «Башмагым» остаётся в репертуаре Татарского государственного театра оперы и балета им. М. Джалиля много лет и ставится на сценах многих театров России. Так же им созданы «Акчарлаклар» («Чайки»), «Идел буенда» («На берегу Волги») и опера «Неотосланные письма» по повести А.Кутуя.
Джаудат Файзи написал около 200 песен и романсов. Среди наиболее популярных — «Кызыма», «Кем уйлаган», «Айлы кичтә», «Бу кырлар, бу yзәннәрдә», «Казан арты», «Оренбург шәле», «Йорәк жыры» и др.

## Награды
- Заслуженный деятель искусств Татарской АССР (1944);
- Заслуженный деятель искусств РСФСР (1957);
- Народный артист Татарской АССР (1964);
- Республиканская премия имени Габдуллы Тукая (1966);
- Орден Трудового Красного Знамени.

## Память
- Его имя присвоено улице в Советском районе Казани. Музыкальная школа в Казани также носит его имя.